# Aiace Torino
L'AIACE Torino è la sezione torinese dell'Associazione Italiana Amici Cinema d'Essai. Nata nel 1968, oggi conta circa 13.000 soci e il più esteso circuito di sale d'essai e affiliate d'Italia (20 sale d'essai e 31 sale affiliate a Torino, 17 sale d'essai nel resto del Piemonte). L'adesione associativa avviene per tesseramento annuale, aperto a tutti.
A partire dagli anni settanta del Novecento, l'AIACE Torino ha affiancato agli interventi diretti nelle sale cinematografiche cittadine un'attività diffusa sull'intero territorio regionale, di sostegno e valorizzazione del cinema d'essai attraverso molteplici iniziative rivolte alla cittadinanza, agli studenti agli insegnanti e agli operatori, tra cui il Sottodiciotto Film Festival & Campus.

## Storia
Fondata a Roma nel 1962 su modello dei francesi Cinémas d’art et d’essai, l'AIACE si diffonde nel giro di pochi anni in diverse regioni italiane, tra cui il Piemonte. La sede subalpina viene aperta ufficialmente il 1º febbraio 1968 (con la proiezione del film Fuochi nella pianura del regista giapponese Kon Ichikawa) a Torino, dove un pubblico predisposto dalla frequentazione dei cineclub cittadini e la programmazione di film di qualità da parte di alcuni esercenti offrono un clima culturale particolarmente favorevole alla nascita del nuovo distaccamento regionale. 
L'inaugurazione segna l'inizio della lunga stagione torinese del “cinema d'essai” nella piccola sala del Cinema Centrale, destinata a diventare un punto di riferimento della vita culturale cittadina e a ospitare temporaneamente anche l'Associazione, poi trasferita alla Galleria Martano e quindi nell'attuale, e ormai storica, sede in Galleria Subalpina.
La programmazione di qualità unita a una politica di riduzioni – attuata attraverso la tessera associativa che consente l'ingresso a prezzi scontati nei cinema aderenti al circuito – e a una vasta produzione di materiali critici e informativi fanno sì che l'associazione si affermi rapidamente, diventando una sorta di punto di incontro tra il pubblico torinese e le “nuove onde” – da quella francese (Truffaut, Godard) e brasiliana (Guerra, Rocha), al nuovo cinema americano, al Free Cinema inglese fino al giovane cinema tedesco (Fassbinder, Wenders) – che trova nelle sale d'essai la sua sede deputata di proiezioni.
Con le susseguenti direzioni di Federico Peiretti (dal 1968 al 1978), di Alberto Barbera (dal 1978 al 1991) di Sara Cortellazzo e di Mario Orefice –, la sede torinese diventa progressivamente la realtà di punta a livello nazionale. In parallelo al costituirsi, in Piemonte, del più esteso circuito d'essai esistente in Italia, viene trasferita nel 1993 da Roma a Torino anche la sede dell'AIACE nazionale, attualmente presieduta da Gianni Volpi. Nel 2013, con l'insediamento del nuovo Consiglio Direttivo, diventa presidente Paolo Bertinetti.
Le sale aderenti al circuito torinese dell'Associazione sono 9 negli anni Settanta e Ottanta, 6 dopo la tragedia del cinema Statuto e nel corso degli anni Novanta, 13 all'inizio del 2000.
Gli iscritti sono 7.000 negli anni Settanta, 12.000-13.000 negli anni Ottanta, segnati, peraltro, dalla crisi del cinema, dalla mancanza di una proposta forte, dalla dispersione rispetto ai movimenti, ma anche dall'avvio di un'attività fondamentale – la programmazione per le scuole e l'educazione all'immagine delle nuove generazioni di spettatori – che l'AIACE Torino incrementerà sempre più. 
Gli inizi degli anni  Novanta portano la ripresa. Con la formazione di un nuovo pubblico (quello, ad esempio, degli studenti che seguono gli insegnamenti di cinema nelle università italiane) e l'allargamento del mercato, il cinema indipendente ritrova spazi privilegiati e il suo luogo naturale nelle sale d'essai: l'AIACE Torino raggiunge il record storico di 20.000 soci. 
La nuova, generale crisi del cinema, che ridimensiona notevolmente il numero di iscritti, non inficia l'attività dell'Associazione: dal 1997 al 2009 crescono dell'80% le iniziative attraverso cui l'Aiace Torino - oggi sostenuta da oltre 12.000 soci e da un circuito composto da una ventina di sale d'essai e da più di altrettante affiliate (pressoché la totalità dei cinema cittadini esclusi i multiplex) - raggiunge 140.000 e più utenti e persegue i propri scopi istituzionali.

## Scopi istituzionali
Gli scopi istituzionali dell'AIACE Torino sono:
- la promozione e diffusione del cinema di qualità e il sostegno alla programmazione d'essai
- la formazione permanente dello spettatore
- l'attività di educazione all'immagine rivolta alle scuole
- l'attività di formazione
- l'organizzazione di eventi
- la diffusione della cultura cinematografica

## Attività
Gli scopi istituzionali dell'Associazione vengono esplicati attraverso:
- attività di programmazione d'essai e promozione del cinema di qualità, con organizzazione di anteprime, festival, rassegne e proiezioni speciali
- attività di formazione rivolta alla cittadinanza, con organizzazione di corsi in sede e fuori sede, e servizi di consulenza e formazione su richiesta di associazioni, imprese ed enti interessati all'utilizzo del mezzo cinematografico e audiovisivo
- attività di educazione all'immagine rivolta alla scuola, con organizzazione di rassegne e corsi per insegnanti e studenti delle scuole di ogni ordine e grado
- organizzazione di corsi professionali in qualità di Agenzia Formativa accreditata
- organizzazione di manifestazioni rivolte alla generalità del pubblico quale Sottodiciotto Filmfestival (realizzato con la Città di Torino)
- attività di conservazione e divulgazione di materiali tematici (attraverso il progetto Arca di Giò, l'Archivio Audiovisivo dell'Infanzia e della Gioventù realizzato in collaborazione con la Provincia di Torino), di supporto culturale e informativo per la programmazione d'essai e in generale per il cinema di qualità (incontri con gli autori, presentazioni di libri, redazione di schede informative sui film, pubblicazioni di notiziari, riviste, libri).

## Iniziative editoriali
Dalla fine degli anni Sessanta a oggi l'Aiace ha promosso numerose iniziative editoriali che affrontano aspetti diversi della storia e della critica del cinema. La collana "I quaderni dell'Aiace" conta 15 volumi monografici dedicati ad autori chiave del cinema europeo ed extraeuropeo (da Ferreri a Rocha a von Stroheim). Molti i volumi realizzati in occasioni di retrospettive (Agnès Varda , Pinter e il cinema, Hitchcock e hitchcockiani ecc.).
Dal 1994 al 2000 l'Aiace è stata sede della redazione della collana “Garage” (20 volumi dedicati, tra gli altri, ai Coen, Tarantino, Campion ecc.).

Nel 2000 è stata varata, con il Consiglio regionale del Piemonte, la collana “I diritti di tutti. Cinema e società civile” e nel 2002 la collana “Arca di Giò”, che si concentra sulla rappresentazione del rapporto tra giovani/bambini/ragazzi e alcuni temi di particolare interesse.

## Consiglio direttivo
Paolo Bertinetti (presidente), Enrica Bricchetto (vicepresidente), Alberto Barbera, Valter Cantino, Michele Marangi, Umberto Mosca, Gaetano Renda, Lorenzo Ventavoli, Gianni Volpi.